# 波科西縣
波科西縣（西班牙語：Cantón de Pococí），是哥斯達黎加的縣份，位於該國東部，由利蒙省負責管轄，首府設於瓜皮萊斯，面積2,403.49平方公里，海拔高度262米，2011年人口125,962人，人口密度每平方公里52.41人。

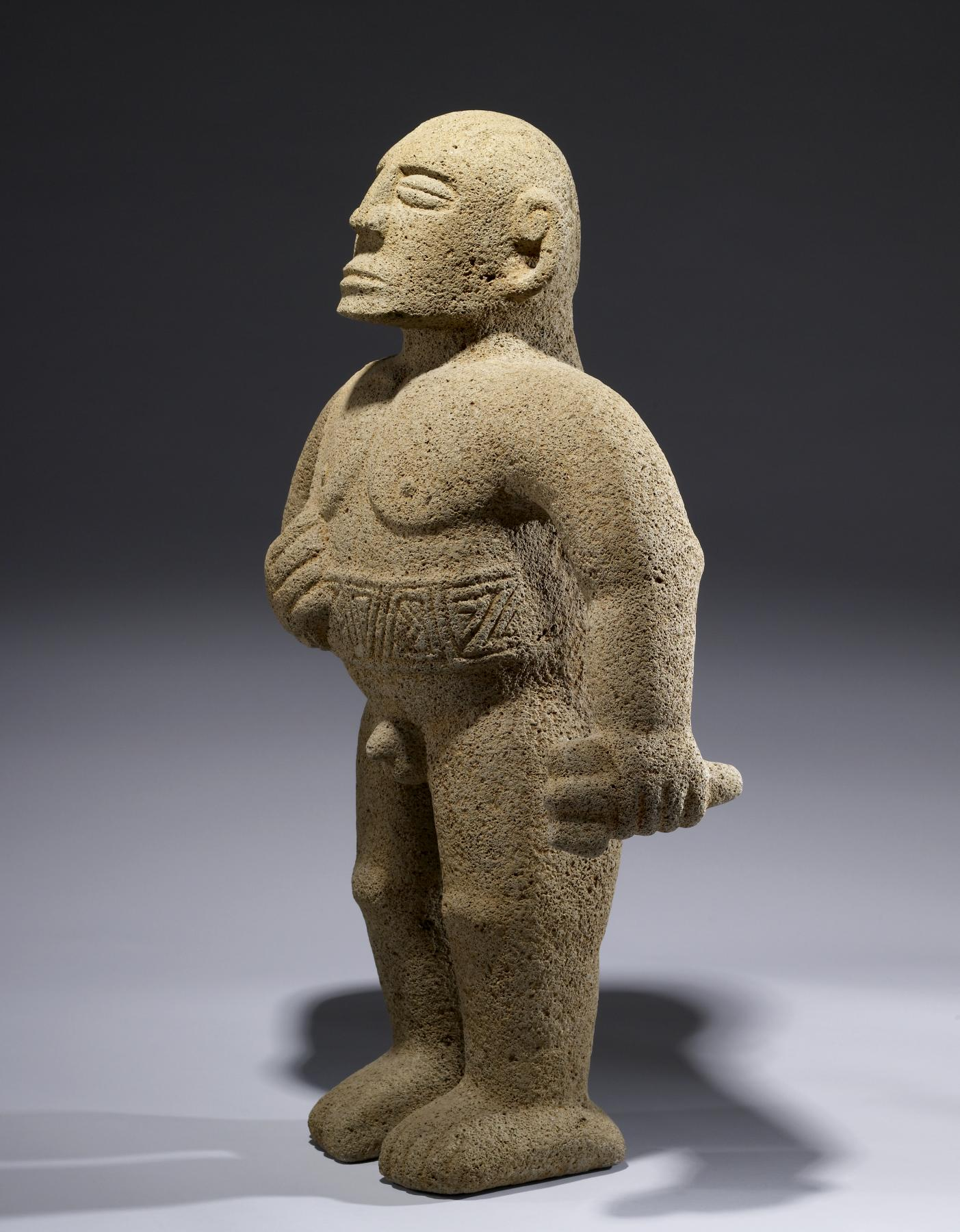
当地文物